# Rochester Lancers
Los Rochester Lancers fueron un equipo de fútbol de los Estados Unidos que militaron en la North American Soccer League, la principal liga de fútbol más importante del país desde 1970 y jugaron en la American Soccer League desde su fundación.

## Historia
Fue fundado en el año 1967 en la ciudad de Rochester, Nueva York, siendo introducido 3 años después a la North American Soccer League, en ese tiempo la liga más importante de Estados Unidos, la cual ganaron 1 campeonato en el año de su debut en la liga.
A nivel internacional participó en 1 torneo continental, en la Copa de Campeones de la Concacaf de 1971, donde avanzó hasta la Ronda Final y es el único equipo de la NASL en jugar un torneo internacional.
Desaparteció en la temporada de 1980 luego de las pobres temporadas que tuvieron a mediados de la década de los años 70, aunque nació un equipo con el mismo nombre, pero en el fútbol indoor en el año 2010, el cual milita en la Mayor Indoor Soccer League.

## Jugadores

### Jugadores destacados
| - Carlos Metidieri - Jim McLoughlin - Warren Archibald - Jack Brand | - Mike Stojanović - Mike Bakić - Jeno Strenicer - Shep Messing | - Ade Coker - Fred Grgurev - Tibor Vigh - Carlos Pachamé |

## Entrenadores

### Cronología de los entrenadores
| - Alex Perolli (1970, 1980) - Charles Schiano (1970) - Sal DeRosa (1970–1971, 1973) | - Adolfo Gori (1972) - Bill Hughes (1974) - John Petrossi (1974) | - Ted Dumitru (1974–1975) - Dragan Popovic (1976–1979) - Ray Klivecka (1980) |

## Palmarés

### Torneos nacionales
- North American Soccer League (1): 1970.
- Premier de Temporada regular NASL (1):  1971.
- Campeonatos de División (2):
  - División del Norte (2): 1970, 1971.